# (59358) 1999 CL158
(59358) 1999 CL158, também escrito como (59358) 1999 CL158, é um objeto transnetuniano que está localizado no cinturão de Kuiper. Ele foi descoberto no dia 11 de fevereiro de 1999, por Jane X. Luu, Chad Trujillo e David C. Jewitt, no Observatório de Mauna Kea, Havaí. O mesmo possui uma magnitude absoluta (H) assumida de 6,9 e, tem cerca de 175 km de diâmetro.

## Órbita
A órbita de (59358) 1999 CL158 tem um semieixo maior de 41,435 UA. O seu periélio leva o mesmo a 32,876 do Sol e seu afélio a uma distância de 49,995.

## Instabilidade
Simulações realizadas pelo Deep Ecliptic Survey (DES) mostram que esse objeto pode ser removido (expulso) do Sistema Solar nos próximos 10 milhões de anos.